# 6821 Ranevskaya
6821 Ranevskaya este un asteroid din centura principală de asteroizi.

## Descriere
6821 Ranevskaya este un asteroid din centura principală de asteroizi. A fost descoperit pe 29 septembrie 1986 la Observatorul de Astrofizică din Crimeea de Liudmila Karacikina. El prezintă o orbită caracterizată de o semiaxă mare de 2,58 ua, o excentricitate de 0,15 și o înclinație de 12,6° în raport cu ecliptica.